# EIDAS

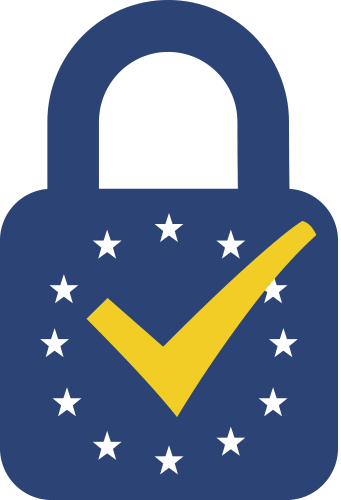
O selo de confiança da União Europeia para serviços de confiança qualificados.

O sistema europeu de reconhecimento de identidades eletrónicas (conhecido por suas siglas em inglês eIDAS —electronic IDentification, Authentication and trust Services—) é um Regulamento da União Européia (UE) sobre / um conjunto de normas para a identificação eletrónica e os serviços de confiança para transações eletrónicas no mercado único europeu. Estabeleceu-se no REGULAMENTO (UE) Nº 910/2014 DO PARLAMENTO EUROPEU E DO CONSELHO de 23 de julho de 2014 relativo à identificação eletrónica e os serviços de confiança para as transações eletrónicas no mercado interior e pela que se derroga a Diretiva 1999/93/CE.

## Aspectos regulados em transações eletrónicas

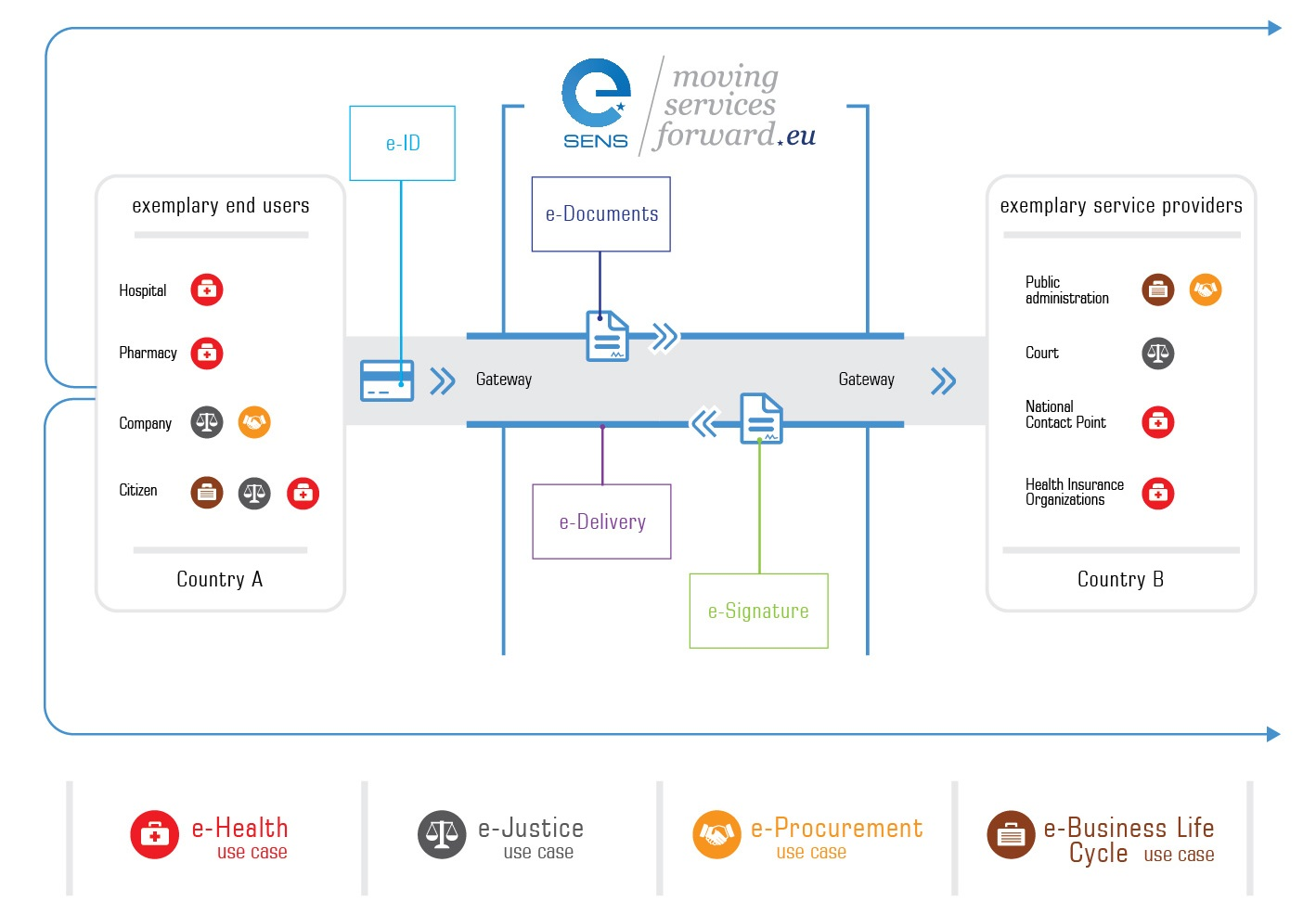
O mercado único digital da União Europeia e a facilitação dos serviços públicos através das fronteiras

O Regulamento fornece o ambiente regulatório para os seguintes aspetos importantes relacionados às transações eletrónicas:
- Assinatura eletrónica avançada: uma assinatura eletrónica considera-se avançada se cumpre com certos requisitos:
  - Proporciona informação de identificação única que a vincula a seu assinante.
  - O assinante tem o controle exclusivo dos dados utilizados para criar a assinatura eletrónica.
  - Deve ser capaz de identificar se os dados que acompanham a mensagem têm sido manipulados após ter sido assinados. Se os dados assinados têm mudado, a assinatura marca-se como não válida.
  - Há um certificado de assinatura eletrónica, prova eletrónica que confirma a identidade do assinante e vincula os dados de validação da assinatura eletrónica a essa pessoa.
  - As assinaturas eletrónicas avançadas podem implementar-se tecnicamente, seguindo os regulares para assinaturas digitais XAdES, PAdES, CAdES ou ASiC Baseline Profile, especificados por ETSI.[3]
- Assinatura eletrónica qualificada, uma assinatura eletrónica avançada que se cria mediante um dispositivo qualificado de criação de assinaturas eletrónicas e que se baseia num certificado qualificado de assinatura eletrónica.
- Certificado qualificado de assinatura eletrónica, um certificado que acredite a autenticidade de uma assinatura eletrónica qualificada que tem sido emitida por um prestador qualificado de serviços de confiança.
- Serviço de confiança, um serviço eletrónico que cria, valida e verifica assinaturas eletrónicas, selos de tempo, selos e certificados. Ademais, um serviço de confiança pode proporcionar a autenticação do sitio site e a conservação das assinaturas eletrónicas, os certificados e os selos criados. É manejado por um prestador de serviços de confiança.

## Evolução e envolvimentos legais
O Regulamento eIDAS surgiu da Diretiva 1999/93/CE, que estabelece o objetivo a alcançar pelos Estados-Membros da UE no domínio das assinaturas eletrónicas. Os Estados mais pequenos encontravam-se entre os primeiros a começar a adotar a assinatura e a identificação digitais; por exemplo, a primeira assinatura digital estónia teve lugar em 2002 e a primeira assinatura letã em 2006. A sua experiência serviu para desenvolver um regulamento, agora a nível da UE, que se tornou um direito vinculativo em toda a UE desde 1 de julho de 2016. A diretiva tornou os Estados-Membros da UE responsáveis pela criação de leis que lhes permitam cumprir o objetivo de criar um sistema de assinatura eletrónica na UE. A diretiva também permitiu a cada Estado-Membro interpretar a lei e impor restrições, impedindo assim uma verdadeira interoperabilidade e conduzindo a um cenário fragmentado. Ao contrário desta diretiva, o eIDAS assegura o reconhecimento mútuo da identificação eletrónica para efeitos de autenticação entre os Estados-Membros, alcançando assim o objetivo do Mercado Único Digital.
O eIDAS oferece uma abordagem gradual do valor jurídico. Exige que nenhuma assinatura eletrónica seja negada aos efeitos jurídicos ou à admissibilidade em tribunal pelo simples facto de não se tratar de uma assinatura eletrónica avançada ou qualificada. As assinaturas eletrónicas qualificadas devem ter o mesmo efeito jurídico que as assinaturas manuscritas.
No caso dos selos eletrónicos (versão das assinaturas das pessoas jurídicas), aborda-se explicitamente o valor probatório, já que os selos devem gozar da presunção de integridade e da correção da origem dos dados adjuntos.

## Número de identidade
A informação do banco de dados tem que estar vinculada a algum tipo de número de identidade. Certificar que uma pessoa tem direito a aceder a certa informação pessoal implica vários passos.
Ligar a uma pessoa com um número, o que pode se fazer mediante métodos desenvolvidos num país, como os certificados digitais.
Ligar um número a uma informação específica, o que se faz em bancos de dados.
Para o eIDAS é necessário ligar o número utilizado por um país que tem informação, com o número utilizado pelo país que emite os certificados digitais.
O eIDAS tem como conceito mínimo de identidade, o nome e a data de nascimento. Mas para aceder a informação mais sensível, precisa-se algum tipo de certificação de que os números de identidade emitidos por dois países se referem à mesma pessoa.

## Vulnerabilidades
Em outubro de 2019, investigadores de segurança descobriram duas falhas de segurança. Ambas vulnerabilidades foram corrigidas para a versão 2.3.1 de eIDAS-Node, o pacote de software oficial que se executa em servidores públicos e privados.